# Employer branding
Employer branding (EB, z ang. budowanie marki pracodawcy) – działania organizacji (najczęściej przedsiębiorstwa) mające na celu zbudowanie jej wizerunku jako „pracodawcy z wyboru”. 

## Opis
Termin employer branding jest stosunkowo młody, ponieważ wprowadzony został w 1996 roku przez Simona Barrowa i Tima Amblera, którzy opublikowali artykuł pt. The Employer Brand. Pomimo prób tłumaczenia tego wyrażenia na język polski (np. budowanie marki i wizerunku pracodawcy), w branży zarządzania zasobami ludzkimi znany jest raczej pod tą anglojęzyczną nazwą. 
„Pracodawcami z wyboru” są organizacje, w których obecni i potencjalni pracownicy dostrzegają atrakcyjne środowisko dla rozwoju swojej kariery. 
Działania z tym związane można podzielić na dwa typy, w zależności od grupy, do której są adresowane. Wyróżnia się:
- Employer branding wewnętrzny – skierowany do obecnych pracowników. Skupia się głównie na stworzeniu godnego środowiska pracy, przyjaznej atmosfery pracy i możliwości rozwoju. Do działań z tego zakresu możemy zaliczyć przede wszystkim inwestycje w kapitał ludzki, organizowanie konkursów i akcji kierowanych do pracowników, przygotowywanie programów rozwojowych dla pracowników jak np. szkolenia, wspieranie działań wolontarystycznych i społecznych.
- Employer branding zewnętrzny – skierowany głównie do potencjalnych pracowników. Celem tych działań jest stworzenie wizerunku przedsiębiorstwa jako atrakcyjnego pracodawcy. Jest to między innymi uczestnictwo w targach pracy, aktywna promocja firmy w serwisach ogłoszeniowych na temat pracy, na uczelniach wyższych oraz dbanie o efektywne i trafiające do grupy docelowej ogłoszenie rekrutacyjne.

W budowaniu pozytywnego employer brandingu istotne jest podążanie firmy za trendami społecznymi, rynkowymi i odpowiadanie na potrzeby generacji, które wchodzą na rynek pracy i pozostają w wieku produkcyjnym. Jedną z takich wartości jest inkluzywność (termin podchodzący od słowa „inkluzywny”, co oznacza „przeznaczony dla wszystkich”), czyli otwarcie firmy na różnorodnych pracowników, bez względu na ich orientację seksualną, tożsamość seksualną, rasę, wiek, pochodzenie czy religię. Powstało nawet pojęcie opisujące to zjawisko – Inclusive Employer Branding (pol. inkluzywny employer branding).